# Nystalea longicornis
Nystalea longicornis är en fjärilsart som beskrevs av Felder 1874. Nystalea longicornis ingår i släktet Nystalea och familjen tandspinnare. Inga underarter finns listade i Catalogue of Life.